# José Antônio Correia da Câmara
José Antônio Correia da Câmara, 2° Vizconde de Pelotas  (Porto Alegre, 17 de febrero de 1824 — Río de Janeiro, 18 de agosto de 1893) fue un noble, militar y político brasileño. Fue presidente de la provincia de Río Grande del Sur en dos breves oportunidades durante los primeros años de la república brasileña.
Hijo del Comendador José Antônio Fernandes de Lima y de Flora Correia da Câmara, era nieto materno de Patrício José Correia da Câmara, primer vizconde de Pelotas. Ingresó al ejército el 15 de septiembre de 1839, en el 3° regimiento de caballería, marchando ese mismo día para combatir a los revolucionarios farroupilhas. También tomó parte en la Guerra contra Rosas, bajo las órdenes del teniente general Manuel Marques de Sousa.
Se casó en 1851 con su sobrina Maria Rita Fernandes Pinheiro (1829 - 1914), hija del vizconde de São Leopoldo, fijando su residencia en el Solar dos Câmara, en Porto Alegre. Tuvieron cinco hijos. En la guerra contra Aguirre, en 1864, a pesar de ser de la caballería, fue voluntario para participar en el asedio de Paysandú.
Héroe de la guerra del Paraguay, ayudó en la recuperación de Uruguayana y participó de las batallas de Curuzu, Curupaytí, Abay y Campo Grande, entre otras. Su actuación en Abay le valieron la promoción a Brigadier. Fueron sus tropas las que atacaron el último campamento paraguayo en Cerro Corá donde Solano López fue herido y luego baleado en las barrancas del Aquidabán. De él salió la orden de rendición al dictador paraguayo quien respondió con el grito "¡Muero con mi pátria!". Promovido a Mariscal en 1870, poco después de la guerra, en reconocimiento a sus servicios fue agraciado con el título nobiliario de Vizconde de Pelotas.
Fue ministro de Guerra, consejero de guerra, senador del imperio del Brasil por el partido Liberal entre 1880 y 1889. Luego fue nombrado primer gobernador de la provincia de Río Grande del Sur luego de la proclamación de la república brasileña. Se mantuvo sólo tres meses en el cargo debido a los desencuentros entre los miembros del Partido Liberal y el Partido Republicano.